# Günter Schütter
Günter Schütter (* 1959 in Remscheid) ist ein deutscher Drehbuchautor.

## Leben und Wirken
Günter Schütter wurde 1959 in Remscheid geboren. Er studierte Deutsche Philologie und Theaterwissenschaft in München. Später wechselte er dann zur Hochschule für Fernsehen und Film München.
Zunächst war Günter Schütter als Filmeditor, Dramaturg und auch als Darsteller tätig.
Mitte der 1980er Jahre begann er dann Drehbücher zu verfassen. So schrieb er unter anderem die Drehbücher zu den Fernsehfilmen Wellen und Sperling und die Katze in der Falle, die beide 2006 für den Adolf-Grimme-Preis nominiert wurden.
Immer wieder arbeitet Günter Schütter mit dem Regisseur Dominik Graf zusammen, wie beispielsweise bei der Fernsehserie Der Fahnder und Filmen wie Die Sieger, Tatort: Frau Bu lacht oder Der Rote Kakadu.

## Filmografie (Auswahl)
- 1984: Im Himmel ist die Hölle los (Darsteller)
- 1989: Der lange Sommer (Fernsehfilm, Darsteller)
- 1992, 1993: Der Fahnder (Drehbuchautor von zwei Folgen)
- 1994: Die Sieger
- 1995: Inzest – Ein Fall für Sina Teufel (Fernsehfilm)
- 1995: Tatort: Frau Bu lacht (Fernsehkrimi)
- 1997: Der Skorpion (Fernsehfilm)
- 1997: Doktor Knock (Fernsehfilm)
- 2002: Himmelreich auf Erden (Fernsehfilm)
- 2003: Liebe und Verlangen
- 2005: Wellen (Fernsehfilm)
- 2005: Sperling – Sperling und die Katze in der Falle (Fernsehkrimi)
- 2005: Polizeiruf 110: Der scharlachrote Engel (Fernsehkrimi)
- 2006: Der Rote Kakadu
- 2008: Gott schützt die Liebenden (Fernsehfilm)
- 2011: Polizeiruf 110: Cassandras Warnung (Fernsehkrimi)
- 2013: Polizeiruf 110: Der Tod macht Engel aus uns allen (Fernsehkrimi)
- 2014: Polizeiruf 110: Smoke on the Water (Fernsehkrimi)
- 2019: Polizeiruf 110: Die Lüge, die wir Zukunft nennen (Fernsehkrimi)
- 2022: Tatort: Das Mädchen, das allein nach Haus’ geht
- 2025: Polizeiruf 110: Ein feiner Tag für den Bananenfisch

## Auszeichnungen
- 1998: Nominierung für den RTL-Fernsehpreis Goldener Löwe in der Kategorie Bestes Drehbuch Fernsehfilm/Serie für Der Skorpion (Regie: Dominik Graf)
- 1998: Fernsehspielpreis beim Fernsehfilmfestival Baden-Baden für Der Skorpion (Regie: Dominik Graf)
- 2006: Grimme-Preis in der Kategorie Fiktion / Unterhaltung für Polizeiruf 110: Der scharlachrote Engel (Regie: Dominik Graf)
- 2012: Nominierung für den Grimme-Preis in der Kategorie Fiktion / Einzelsendungen für Polizeiruf 110: Cassandras Warnung  (Regie: Dominik Graf)
- 2013: Nominierung für den Deutschen Fernsehpreis in der Kategorie Bestes Drehbuch für Polizeiruf 110: Der Tod macht Engel aus uns allen (Regie: Jan Bonny)
- 2014: Nominierung für den Grimme-Preis in der Kategorie Fiktion / Einzelsendungen für Polizeiruf 110: Der Tod macht Engel aus uns allen (Regie: Jan Bonny)
- 2014: Bayerischer Fernsehpreis für das Drehbuch zu dem Polizeiruf 110: Der Tod macht Engel aus uns allen (Regie: Jan Bonny)
- 2016: Hans Abich Preis